# Volvocales
Volvocales hay Chlamydomonadales là một bộ tảo lục có lông roi. Volvocales có thể tạo thành có nhóm cầu hoặc phẳng có khoảng từ Gonium (4 đển 32 tế bào) lên đến Volvox (lớn hơn hoặc bằng 500 tế bào).